# 艾南英
艾南英（1583年—1646年），字千子，號天傭子。江西臨川段溪艾家村（今東鄉縣崗上積鄉艾家村）人。明末散文家。 

## 生平
其父艾夏臣，官至兵部主事。少敏悟，七歲時作《竹林七賢論》，十七岁时受知于平湖李养白。十八岁选入县学，好學不倦，無書不觀，好歐陽修文。曾受教業於汤显祖。因不滿當時文風，後与章世纯、罗万藻、陈际泰一起致力于八股文的改革，并称为“临川四才子”。天启四年（1624年），举江西鄉試第四名，因座師检讨丁乾学、給事中郝土膏策文詆毀魏忠贤，南英对策亦有譏諷語，罚停三科會試。
崇祯元年（1627年），魏忠贤事敗自縊，南英得以参加会试，屡试不第。忿恨之餘，遂编成《历代诗文集》、《皇明古文定》，作为学文的楷模；又搜集一些“生吞活剥”、“钩章棘句”、“生硬套用”、“溢美饰非”及“游戏”的八股文，编成《文剿》、《文妖》、《文腐》、《文冤》、《文戏》等五書，從正、反兩面提供與人參考。
崇祯十七年（1644年），艾南英应罗川王之邀，起兵抗击清军，決戰於金溪山谷。江西失陷，艾南英赴福建见隆武帝朱聿鍵，呈《十可憂》疏，被授予兵部主事，尋改御史。翌年（1646年）八月，卒于延平，遺嘱悬棺於树上，不葬清朝土地。曾撰《古今全史》一千餘卷，不久焚於兵火。今流傳有《天傭子集》。